# Item number

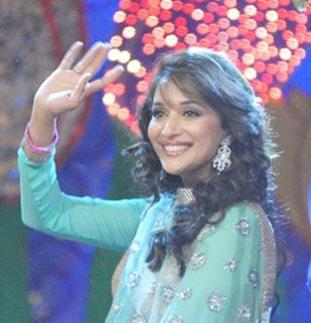
Aktorka Madhuri Dixit, jedna z najpopularniejszych item girl w historii

Item number lub item song – wywodzący się z kina indyjskiego, przepełniony erotycznymi ruchami taniec mający niewiele wspólnego z filmem, w którym się pojawia. Prezentowany jest przede wszystkim po to, aby zapewnić filmowi wysoką oglądalność i pozycję na listach, a same item song często zyskują popularność jeszcze na długo po opuszczeniu kin przez film. Podstawowym elementem item song są skąpo ubrane kobiety prowokująco tańczące w otoczeniu mężczyzn, wykonujących sugestywne ruchy o podtekście erotycznym.
W item number mogą występować zarówno kobiety, jak i mężczyźni. Te pierwsze, zwane item girl, to młode aktorki, piosenkarki i tancerki. Obecnie w item number występują także mężczyźni zwani item boys, jednak nadal to kobiety wiodą prym. Pomimo tego, że wykształciła się pewna grupa artystów, zajmujących się ściśle występami w item number, równie często występują w nich także największe gwiazdy lokalnego kina jak Kareena Kapoor czy Shahrukh Khan.

## Historia
Początki item number w kinie sięgają wczesnych lat 30. XX wieku. Od początku w item number występowały tancerki, które poza występami tanecznymi nie odgrywały żadnej roli w filmie. Pierwszą duża gwiazdą wśród item girls była Cuckoo, która rządziła sceną w latach 40. i 50. XX wieku. Od początku wyróżniała się na tle innych i wraz ze swymi pełnymi życia ruchami całkowicie dopasowywała się do miejsca, w którym grała, niezależnie czy był to kabaret, klub czy impreza. To jej występy w filmach takich jak Włóczęga (1951), Shabistan (1951), czy Aan (1952) wpłynęły na przyszły wizerunek item girl. Aż do lat siedemdziesiątych item girl była postacią z erotycznym zabarwieniem. Wcielały się one w role niebezpiecznych uwodzicielek, zmysłowych tancerek kabaretowych czy też wysokiej klasy kurtyzan zwanych tawaif. Cuckoo poza tańcem pomagała też rozwijać się młodym tancerkom i to właśnie spod jej ręki wyszła Helen, która uważana jest za najlepszą item girl w historii. Wybiła się ona w wieku 20 lat występem w numerze Mera Naam Chin-Chin Choo z filmu Howrah Bridge (1958), który zapewnił jej miejsce w Bollywood przez kolejne kilkadziesiąt lat.

### Helen
Helen potrafiła zagrać wszystko. Była prawdziwą mistrzynią transformacji. Nieważne, czy była to seksowna syrena wzywająca kochanka (Caravan, 1971), czy mściwy anioł (Don, 1978), zawsze była wspaniała. Jej występy zapewniły jej prestiż o jakim największe aktorki tego okresu mogły tylko marzyć. W ciągu całej kariery wystąpiła w ponad 500 filmach. Numery takie jak Mera Naam Chin-Chin Choo, Piya tu Ab Toh Aaja z filmu Caravan, Mehbooba Mehbooba z filmu Sholay (1975), czy wreszcie Yeh Mera Dil z filmu Don uważane są za najlepsze w historii indyjskiego kina i ciągle to do nich starają się nawiązać nawet obecne gwiazdy. Była ona prawdziwą królową item number i całkowicie zdominowała biznes zmuszając inne gwiazdy do występów w gorszych filmach.

### Lata 80. i 90.
Dopiero na przełomie lat 70. i 80. doszło do powolnego łączenia roli tancerki z rolą aktorki. Wtedy też aktorki zaczęły zyskiwać przewagę i przejmować występy w item number. Niebagatelną rolę odegrała w tym aktorka Madhuri Dixit z numerem Ek do Theen w filmie Tezaab (1988). Stało się to impulsem dla innych aktorek, które również zaczęły występować w item number. W tych latach rozwijał się także trend na „banjaara” item numbers. Choreografia stawała się gładsza, a item song stały się regularnym elementem filmów całkowicie niezależnym od fabuły. Producenci zaczęli w nie inwestować, licząc na stworzenie wielkich produkcji i jeszcze większe zyski. Zaczął się więc okres szybkich zmian. Zmieniała się sceneria, choreografia, wprowadzono drogie i bogate stroje oraz rosła liczba dodatków. Wszystko to w celu przyciągnięcia widza do kina.

### XXI wiek
W 1999 roku po raz pierwszy oficjalnie użyty został termin „item number” po numerze Main Aai Hoon UP Bihar Lootne z filmu Shool. Od końca lat 90. styl item number pozostaje niezmienny, zmienia się tylko grono jego wykonawców. Kiedyś udział w item number zarezerwowany był dla tancerek, obecnie na porządku dziennym są występy największych aktorów i aktorek. Nie zmienia to jednak tego, że również młodzi spragnieni sławy artyści wykonują takie występy. Istnieje też grupa item girls, które nigdy aktorkami nie były jak Yana Gupta czy Malaika Arora Khan. Ta ostatnia uznawana jest za najlepszą obecnie item girl, a jej numer Munni Badnam Hui (Dabangg, 2010) uważany jest za jeden z najlepszych item number ostatnich lat. Jednocześnie w ostatnich latach wzrost znaczenia item number doprowadził do tego, że dzisiaj item number znajduje się w prawie każdym indyjskim filmie.